# Valle del Rincón
Valle del Rincón är en ort i Mexiko.   Den ligger i kommunen Purísima del Rincón och delstaten Guanajuato, i den centrala delen av landet, 300 km nordväst om huvudstaden Mexico City. Valle del Rincón ligger 1 752 meter över havet och antalet invånare är 160.
Terrängen runt Valle del Rincón är platt österut, men västerut är den kuperad. Runt Valle del Rincón är det ganska tätbefolkat, med 230 invånare per kvadratkilometer. Närmaste större samhälle är San Francisco del Rincón, 3,2 km norr om Valle del Rincón. Trakten runt Valle del Rincón består till största delen av jordbruksmark.